# نفر كا رع بيبي سن إب
نفر كا رع بيبي سن إب، (بالإنجليزية: Neferkare Pepiseneb)‏، يحتمل أنه كان ملكا في الأسرة المصرية السابعة، خلال الفترة الانتقالية الأولى. (2181–2055 ق.م.). في وقت الأسرة المصرية الثامنة. ويحمل الرقم 51 في قائمة أبيدوس للملوك.

## مقالات ذات صلة
- الأسرة المصرية السابعة
- قدماء المصريين
- قائمة الفراعنة